# Craigmont
Craigmont è una città (city) degli Stati Uniti d'America, situata nella contea di Lewis, nello Stato dell'Idaho.